# Summer of Soul (…O, cuando la revolución no pudo ser televisada)
Summer of Soul (…O, Cuando la Revolución No Pudo Ser Televisada) (en inglés, Summer of Soul (...Or, When the Revolution Could Not Be Televised) es una película documental estadounidense de 2021 dirigida por Ahmir "Questlove" Thompson sobre el Festival Cultural de Harlem de 1969.
Tuvo su estreno mundial en el Festival de Cine de Sundance de 2021 el 28 de enero de 2021 y tuvo un estreno teatral limitado en los Estados Unidos el 25 de junio de 2021, antes de expandirse el 2 de julio de 2021 teatralmente por Searchlight Pictures y digitalmente a través de Hulu. Recibió elogios de los críticos, con elogios dirigidos a la restauración del metraje. La película ganó seis premios, incluyendo Mejor película documental, en la 6.ª edición de los Critics' Choice Documentary Awards y fue ganadora a mejor largometraje documental en la 94.ª edición de los Premios Óscar.

## Sinopsis
El documental examina el Festival Cultural de Harlem de 1969, que se celebró en Mount Morris Park (ahora Marcus Garvey Park) en Harlem y duró seis semanas. A pesar de tener una gran asistencia e intérpretes como Stevie Wonder, Mahalia Jackson, Nina Simone, The 5th Dimension, The Staple Singers, Gladys Knight & the Pips, Blinky Williams, Sly and the Family Stone y los Chambers Brothers, el festival fue visto como oscuro en la cultura pop, algo que los documentalistas investigan.

## Producción

Claqueta de grabaciones de video originales del Festival Cultural de Harlem de 1969

Hal Tulchin, un productor de televisión, grabó unas cuarenta horas de metraje del Festival Cultural de Harlem de 1969 en una cinta de vídeo que luego se colocó en un sótano, donde se dice que estuvo sentado durante unos 50 años inédito. Sin embargo, en 2004, Joe Lauro, un archivero de películas de Historic Films Archive, descubrió la existencia del metraje y se puso en contacto con Hal Tulchin. Digitalizó y catalogó el metraje, con la esperanza de trabajar en una película sobre el evento. En 2006, Lauro llegó a un acuerdo con Robert Gordon y Morgan Neville para contar la historia del festival, pero el trato nunca vio la luz, debido a que Tulchin cambió sus solicitudes y luego se negó a acceder a las imágenes. El productor Robert Fyvolent finalmente adquirió los derechos cinematográficos y televisivos de las imágenes de su productor original. El director Ahmir Thompson expresó su sorpresa de que el metraje permaneciera durante tanto tiempo, ya que la música tuvo un gran impacto en su vida y desarrollo, y dijo: "¿Qué hubiera pasado si se le hubiera permitido un asiento en la mesa?" ¿Qué tanta diferencia habría hecho eso en mi vida? Ese fue el momento que extinguió cualquier duda que tenía de que podía hacer esto ".

## Lanzamiento
Summer of Soul se estrenó el 28 de enero de 2021 en el Festival de Cine de Sundance, donde ganó el Gran Premio del Jurado y el Premio del Público en la Competencia de Documentales de EE. UU. La película fue adquirida por Searchlight Pictures y Hulu. Se estrenó en los Estados Unidos en el Teatro El Capitán en Los Ángeles y en el multiplex AMC Magic Johnson Harlem 9 en la ciudad de Nueva York el 25 de junio de 2021 antes de expandirse a nivel nacional una semana después y también se estrenó en Hulu, con la película también ambientada se distribuirá internacionalmente en cines y a través de Disney+ Hotstar el 30 de julio de 2021 y Disney+ bajo el centro de contenido Star y Star+ el 19 de noviembre de 2021.
El 22 de abril de 2021, se anunció que Questlove presentaría el primer tráiler de la película durante los 93.ª Premios de la Academia, en los que se desempeñó como director musical. El tráiler debutó el 25 de abril de 2021.

## Recepción

### Taquilla
En el fin de semana de estreno de la película recaudó $650,000 en 752 salas, un promedio por lugar de $865.

### Respuesta crítica
En Rotten Tomatoes, la película tiene una calificación de aprobación del 99% según 189 reseñas, con una calificación promedio de 9.1/10. El consenso de los críticos del sitio web dice: "Entretejiendo hábilmente imágenes en vivo increíbles con una serie de entrevistas reveladoras, Summer of Soul captura el espíritu y el contexto de un momento decisivo mientras lo vincula firmemente al presente". Según Metacritic, que asignó una puntuación media ponderada de 96 sobre 100 basándose en 38 críticos, la película recibió un "reconocimiento universal". Las audiencias encuestadas por CinemaScore le dieron a la película una calificación promedio poco común de "A +".
Rolling Stone elogió la película como "la película perfecta para comenzar el Sundance 2021" y que fue "un acto increíble y vital de restauración y recuperación". The Guardian le dio a Summer of Soul cinco estrellas, afirmando que hubo "un momento tan impactante y rico en poder en el centro de Summer of Soul de Ahmir 'Questlove' Thompson que, mientras miraba eso, de hecho me olvidé de respirar ".
El crítico británico Mark Kermode calificó la película como "el mejor documental musical que he visto" en su reseña para Kermode y Mayo's Film Review en BBC Radio 5 Live.

### Premios y nominaciones
| Premio                                                                    | Fecha de ceremonia      | Categoría                                   | Recipiente(s) | Resultado                      | Ref.          |
| ------------------------------------------------------------------------- | ----------------------- | ------------------------------------------- | --- | ------------------------------ | ------------- |
| Festival de Cine de Sundance                                              | 3 de febrero de 2021    | Gran premio del jurado - Documental         | Summer of Soul (…O, Cuando la Revolución No Pudo Ser Televisada)                                                         | Ganadora                       | [ 5 ]         |
| Festival de Cine de Sundance                                              | 3 de febrero de 2021    | Premios del público - Documental            | Summer of Soul (…O, Cuando la Revolución No Pudo Ser Televisada)                                                         | Ganadora                       | [ 5 ]         |
| Premios documentales Critics 'Choice                                      | 14 de noviembre de 2021 | Mejor largometraje documental               | Summer of Soul (…O, Cuando la Revolución No Pudo Ser Televisada)                                                         | Ganadora                       | [ 21 ]        |
| Premios documentales Critics 'Choice                                      | 14 de noviembre de 2021 | Mejor documental de archivo                 | Summer of Soul (…O, Cuando la Revolución No Pudo Ser Televisada)                                                         | Ganadora                       | [ 21 ]        |
| Premios documentales Critics 'Choice                                      | 14 de noviembre de 2021 | Mejor documental musical                    | Summer of Soul (…O, Cuando la Revolución No Pudo Ser Televisada)                                                         | Ganadora                       | [ 21 ]        |
| Premios documentales Critics 'Choice                                      | 14 de noviembre de 2021 | Mejor largometraje documental (Opera prima) | Ahmir "Questlove" Thompson                                                                                               | Ganadora                       | [ 21 ]        |
| Premios documentales Critics 'Choice                                      | 14 de noviembre de 2021 | Mejor director                              | Ahmir "Questlove" Thompson (ligado con Elizabeth Chai Vasarhelyi y Jimmy Barbilla para El Rescate)                       | Ganadora                       | [ 21 ]        |
| Premios documentales Critics 'Choice                                      | 14 de noviembre de 2021 | Mejor edición                               | Joshua L. Pearson | Ganadora                       | [ 21 ]        |
| Premios Gotham                                                            | 29 de noviembre de 2021 | Mejor largometraje documental               | Summer of Soul (…O, Cuando la Revolución No Pudo Ser Televisada)                                                         | Nominada                       | [ 22 ]        |
| National Board of Review                                                  | 3 de diciembre de 2021  | Película documental                         | Summer of Soul (…O, Cuando la Revolución No Pudo Ser Televisada)                                                         | Ganadora                       | [ 23 ]        |
| Sociedad de Críticos de Cine de Detroit                                   | 6 de diciembre de 2021  | Mejor documental                            | Summer of Soul (…O, Cuando la Revolución No Pudo Ser Televisada)                                                         | Ganadora (Empatado con "Flee") | [ 24 ]        |
| Premios de la Asociación de Críticos de Cine del Área de Washington D. C. | 6 de diciembre de 2021  | Mejor documental                            | Summer of Soul (…O, Cuando la Revolución No Pudo Ser Televisada)                                                         | Ganadora                       | [ 25 ]        |
| Sociedad de Críticos de Cine de Boston                                    | 12 de diciembre de 2021 | Mejor documental                            | Summer of Soul (…O, Cuando la Revolución No Pudo Ser Televisada)                                                         | Ganadora                       | [ 26 ] [ 27 ] |
| Asociación de Críticos de Cine de Chicago                                 | 15 de diciembre de 2021 | Mejor documental                            | Summer of Soul (…O, Cuando la Revolución No Pudo Ser Televisada)                                                         | Ganadora                       | [ 28 ]        |
| Asociación de Críticos de Película de Los Ángeles Premios                 | 18 de diciembre de 2021 | Mejor película documental / No ficción      | Summer of Soul (…O, Cuando la Revolución No Pudo Ser Televisada)                                                         | Ganadora                       | [ 29 ]        |
| Asociación de Críticos de Película de Los Ángeles Premios                 | 18 de diciembre de 2021 | Mejor edición                               | Joshua L. Pearson | Ganadora                       | [ 29 ]        |
| Premios del Círculo de Críticos de Cine de Florida                        | 21 de diciembre de 2021 | Mejor película documental                   | Summer of Soul (…O, Cuando la Revolución No Pudo Ser Televisada)                                                         | Ganadora                       | [ 30 ]        |
| Premios Satellite                                                         | 5 de enero de 2022      | Película Documental mejor                   | Summer of Soul (…O, Cuando la Revolución No Pudo Ser Televisada)                                                         | Ganadora                       | [ 31 ]        |
| Premios de la Alianza de Mujeres Periodistas Cinematográficas             | Enero de 2022           | Mejor documental                            | Summer of Soul (…O, Cuando la Revolución No Pudo Ser Televisada)                                                         | Ganadora                       | [ 32 ]        |
| Honores Cinema Eye                                                        | 13 de enero de 2021     | Mejor largometraje de no ficción            | Ahmir "Questlove" Thompson, Joseph Patel, Robert Fyvolent, y David Dinerstein                                            | Nominado                       | [ 33 ]        |
| Honores Cinema Eye                                                        | 13 de enero de 2021     | Dirección excepcional                       | Ahmir "Questlove" Thompson                                                                                               | Nominado                       | [ 33 ]        |
| Honores Cinema Eye                                                        | 13 de enero de 2021     | Debut excepcional                           | Ahmir "Questlove" Thompson                                                                                               | Nominado                       | [ 33 ]        |
| Honores Cinema Eye                                                        | 13 de enero de 2021     | Premio de elección del público              | Ahmir "Questlove" Thompson                                                                                               | Nominado                       | [ 33 ]        |
| Honores Cinema Eye                                                        | 13 de enero de 2021     | Edición excepcional                         | Joshua L. Pearson | Ganadora                       | [ 33 ]        |
| Honores Cinema Eye                                                        | 13 de enero de 2021     | Diseño de Sonido excepcional                | Jimmy Douglass y Paul Hsu                                                                                                | Nominado                       | [ 33 ]        |
| Premios Grammy                                                            | 31 de enero de 2022     | Mejor película musical                      | Ahmir "Questlove" Thompson (director de vídeo); David Dinerstein, Robert Fyvolent y Joseph Patel, (productores de vídeo) | Ganadora                       | [ 34 ]        |
| Premios del Círculo de Críticos de Cine de Londres                        | 6 de febrero de 2021    | Documental del Año                          | Summer of Soul (…O, Cuando la Revolución No Pudo Ser Televisada)                                                         | Ganadora                       | [ 35 ]        |
| Premios del Producers Guild of America                                    | 26 de febrero de 2021   | Mejor productor de películas documentales   | Summer of Soul (…O, Cuando la Revolución No Pudo Ser Televisada)                                                         | Ganadora                       | [ 36 ]        |
| Premios Independent Spirit                                                | 6 de marzo de 2021      | Mejor largometraje documental               | Summer of Soul (…O, Cuando la Revolución No Pudo Ser Televisada)                                                         | Ganadora                       | [ 37 ]        |